# چینچیلای دم‌کوتاه
چینچیلای دم کوتاه (نام علمی: Chinchilla chinchilla) نام یک گونه از سرده چینچیلا است.